# География Перу

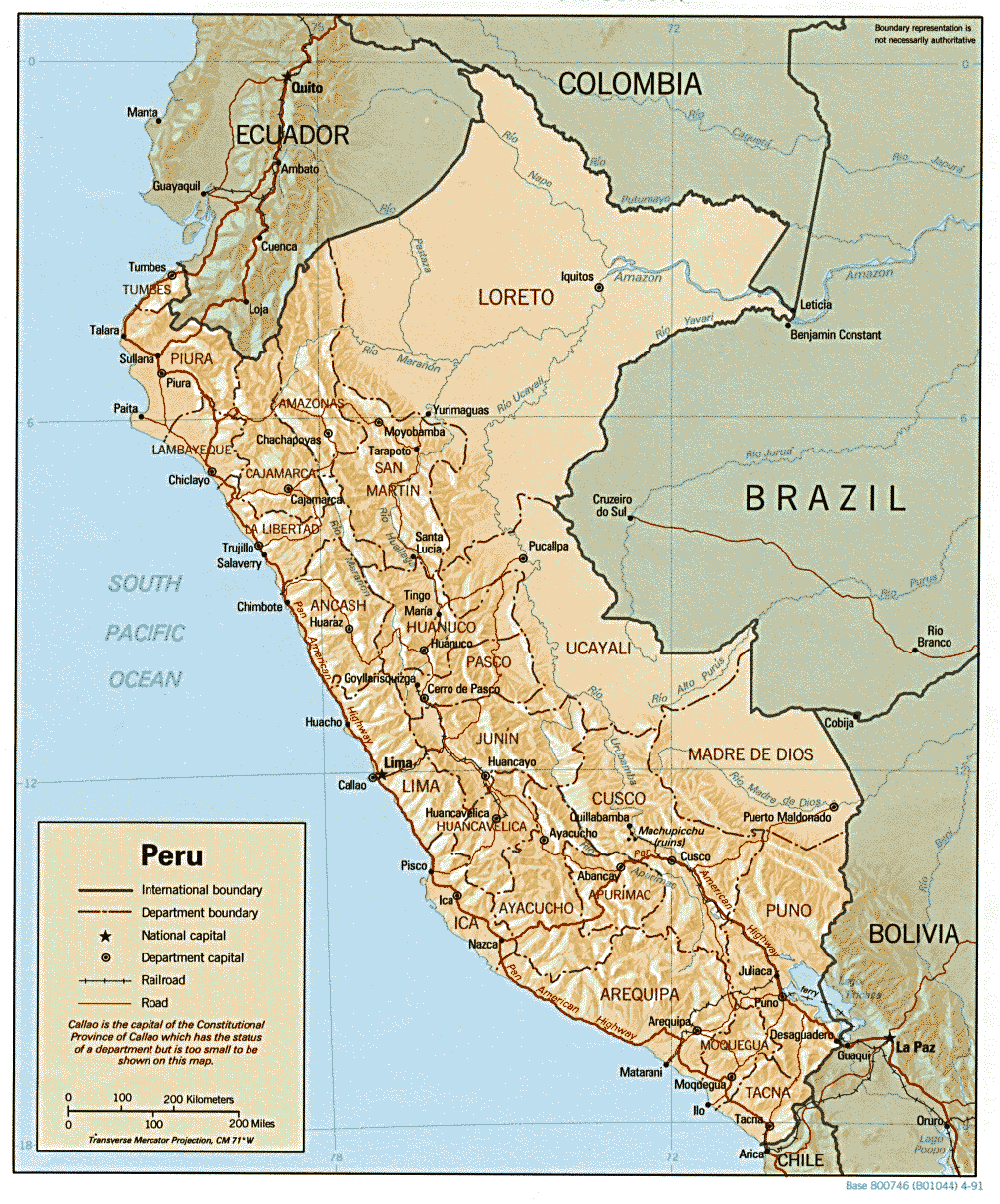
Карта Перу

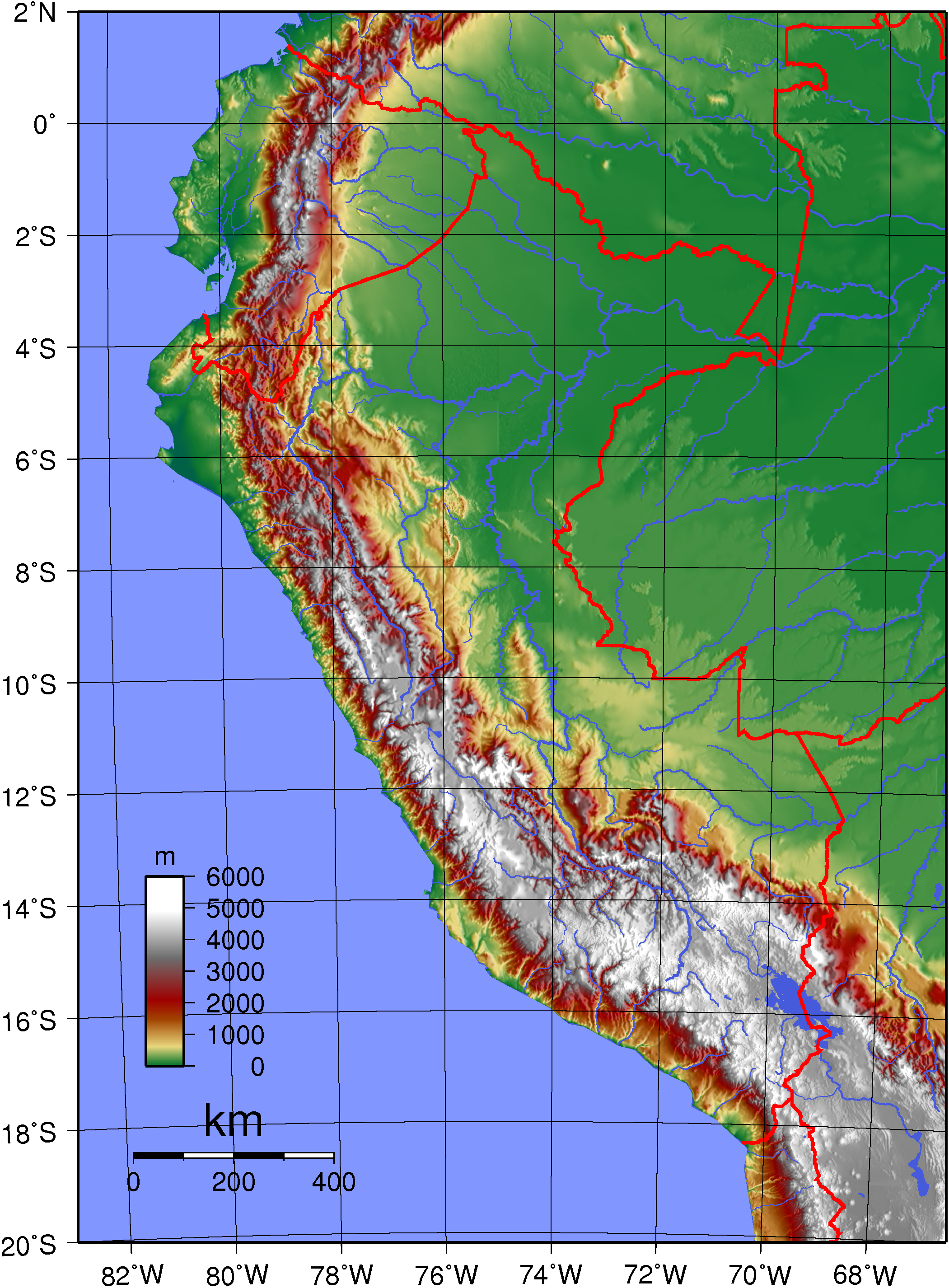
Топографическая карта Перу

Перу́ — государство в Южной Америке.

## Размеры и границы
Площадь Перу — 1 285 220 км². Страна граничит на северо-западе с Эквадором, на севере с Колумбией, на востоке с Бразилией, на юго-востоке с Боливией и Чили. На западе омывается Тихим океаном.
Общая протяжённость границы 5536 км (протяжённость границ с Боливией — 900 км, с Бразилией — 1560 км, с Чили — 160 км, с Колумбией — 1496 км, с Эквадором — 1420 км).
Длина береговой линии: 2414 км.

## Рельеф
В Перу традиционно выделяются три чётко обособленных природные региона: Коста — притихоокеанская пустынная полоса (шириной 80—180 км) на западе, Сьерра — обширная горная область Перуанских и Центральных Анд в центральной части, Сельва — влажно-лесные предгорья и равнины восточной части страны.
Коста занимает около 12 % площади Перу. Береговая линия Тихого океана изрезана очень слабо; выделяются небольшие бухты Сечура, Писко и полуостров Паракас. Вдоль побережья расположено свыше 80 мелких скалистых островов с залежами гуано (Лобос-де-Тьерра, Лобос-де-Афуэра и др.).
Область Сьерры (около 28 % площади Перу) протягивается через всю территорию страны в виде пояса шириной 200—500 км. Её северную часть составляют Перуанские Анды, южную — Центральные Анды. Перуанские Анды включают Западную, Центральную и Восточную Кордильеру Анд, вытянутые с северо-запада на юго-восток и разделённые продольными долинами рек Мараньон, Мантаро и Уальяга. В горном массиве Кордильера-Бланка находится высшая точка страны — гора Уаскаран высотой 6768 м.
Преимущественно равнинная и наименее освоенная Сельва занимает 60 % территории страны. На северо-востоке рельеф представлен обширными озёрно-аллювиальными низменными равнинами западной части Амазонской низменности с густой сетью широких речных долин (так наззываемых Низкая Сельва), на юго-востоке — возвышенными наклонными предгорными равнинами Ла-Монтанья, осложнёнными невысокими останцовыми грядами (Серра-ду-Дивизор и др.).

## Климат Перу
На западе Перу преобладает тропический пустынный тип климата, на востоке — субэкваториальный, а в горах климат зависит от высоты местности.
У западных берегов страны проходит холодное Перуанское течение, из-за этого климат на побережье засушливый. По сути, прибрежная равнина — северное продолжение чилийской пустыни Атакама. За год здесь выпадает всего лишь от 10 до 50 мм осадков. Самое засушливое и жаркое время — период с декабря по апрель. В это время осадков может не наблюдаться вовсе. Дневная температура февраля колеблется от 26 градусов тепла на юге до 36 градусов тепла на севере. Ночью воздух охлаждается до +20 градусов на юге и +24 градусов на севере. В зимнее время (с июня по август) дневные температуры воздуха равны соответственно +19 градусам и +28 градусам, ночные — 13 градусам тепла и 17 градусам тепла.
Далее на восток в гористых местностях температура понижается. На высотах более 4000 м даже летом в ночные часы могут отмечаться заморозки. Летом средние дневные температуры в основных городах, расположенных в сьерре, — 19..21 градусов тепла, ночные — 4..6 градусов тепла. В период с июня по август днём отмечается около 16..18 градусов тепла, ночью — от −6 до −2 градусов. В Андах за год выпадает от 700 мм осадков на западных склонах до 2000 мм осадков на восточных. Сухой сезон длится здесь с апреля по октябрь.
В сельве жарко и влажно. В летнее время дневные температуры достигают 34 градусов тепла, ночные опускаются до +24 градусов. Зимой днём воздух прогревается до +30 градусов, а ночью охлаждается до 20 градусов тепла. Среднегодовое количество осадков в тропических лесах составляет 3800 мм, дождливый сезон продолжается с ноября по март.

## Природа Перу
Природа Перу разнообразна и контрастна. Всю территорию Перу можно разделить на три зоны: косту, сьерру и сельву. Коста — пустынное побережье между Андами и Тихим океаном, растительность здесь скудная — кактусы, пучки жёстких трав. Земледелие здесь возможно только при искусственном орошении. За береговой пустыней поднимается стена Анд. Эту часть страны называют Сьерра. Здесь представлено большое разнообразие высотных поясов, а богатство флоры и фауны увеличивается к востоку. Восточную, большую часть страны занимают амазонские джунгли, часто называемые сельвой. Эта зона характеризуется малой плотностью населения, но огромным биологическим потенциалом.

## Фауна Перу

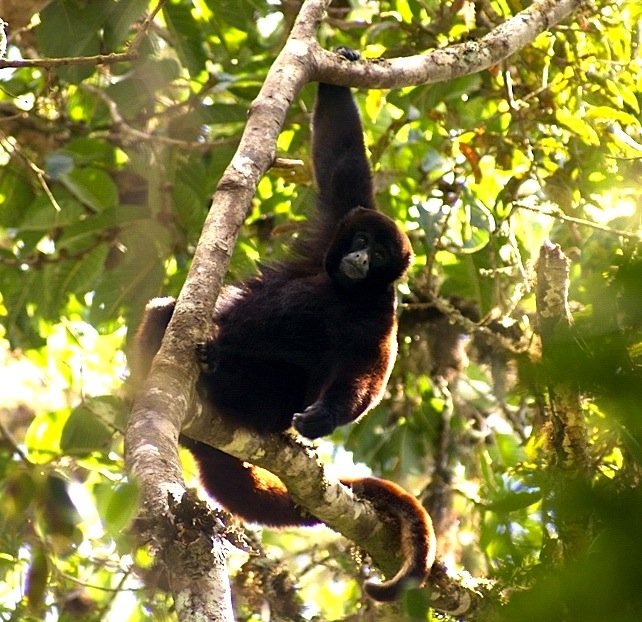
Желтохвостая обезьяна — эндемик Перу

В составе фауны — свыше 500 видов млекопитающих, свыше 420 видов пресмыкающихся, около 540 видов земноводных, свыше 1000 видов пресноводных рыб.
Птицы Перу насчитывают 1888 видов, из которых 131 эндемический, 88 являются исчезающими и 3 вида ввезено. Перу — вторая страна с наибольшим количеством видов птиц после Колумбии, представляя 20 % общего количества видов в мире.
Здесь распространены тинаму, паламедеи, краксы, фламинго, ябиру, ибисы, гриф-индейка, андский кондор.
Из млекопитающих на территории Перу обитают пума, ламы, обезьяны, муравьеды, ленивцы, тапиры, шиншиллы, броненосцы, маргаи. Кроме того, Перу входит в ареал очкового, или андского, медведя, внесенного в Красную книгу Международного союза охраны природы (МСОП) как исчезающий вид.